# Гончигжалцангийн Бадамдорж
Гончигжалцангийн Бадамдорж (монг. ) — монгольский религиозный деятель начала XX века, премьер-министр правительства Богдо-хана с конца 1919 по январь 1920 года, подписавший «Шестьдесят четыре статьи», реставрирующие китайское господство в Монголии.

## Биография

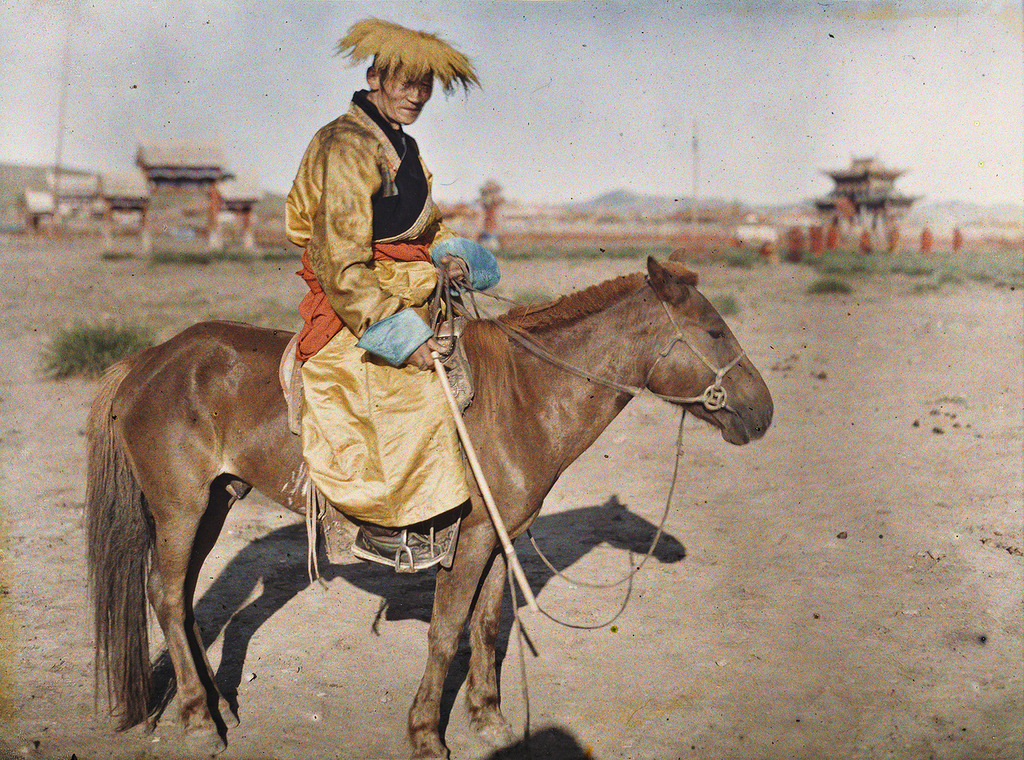
Бадамдорж на коне

### Карьера в богдо-ханской Монголии
Свою карьеру в богдо-ханской администрации бурят-монгол Бадамдорж начал в качестве шанцзодбы, то есть управляющего Шабинским ведомством Богдо-гэгэна. В 1895 году Бадамдорж был послан в Санкт-Петербург и первым из монголов встретился с новым российским императором Николаем II, встретив в среде российской элиты сочувственные настроения идее монгольской независимости.
В 1910 году в ходе попыток маньчжуров усилить контроль над Внешней Монголией, в результате безуспешных действий по наказанию лам, устроивших погром китайской лавки в Урге, Бадамдорж указом Пу И был смещён с должности шанцзодбы, а на пост ургинского цзязьцзюня был назначен Сандо. После национальной революции Бадамдорж был назначен министром по делам религии и государства. В 1913 году по оговору Бадамдоржа был смещён с должности глава МИДа М. Ханддорж, а в 1915 году он сам занял этот пост.

### На посту премьер-министра
Когда в 1919 году генерал Сюй Шучжэн оккупировал Монголию, он назначил премьер-министром Бадамдоржа, видя в нём потенциального сторонника восстановления китайского господства в Халхе и сохранения за монастырскими хозяйствами статуса, ограждающего их от обложения налогами, чего требовали монгольские князья. Бадамдорж подписал предложенные Сюем т. н. «Шестьдесят четыре пункта», оговаривающие вхождение Монголии в состав Китайской республики; к нему присоединился глава МИДа Б. Цэрэндорж. Вскоре после этого Бадамдорж оставил пост. Став объектом нескончаемых укоров и оскорблений в свой адрес за трусость и пособничество оккупационному режиму, уехал из Урги в худон и вскоре скончался.